# Victoriana Herrero Barroso
Victoriana Herrero Barroso (Logroño, 23 de marzo de 1893-Madrid, 1 de octubre de 1962) fue una enfermera, funcionaria de prisiones y sindicalista represaliada tras la guerra civil española.

## Biografía
Fue miembro de la Sociedad de Profesiones y Oficios Varios, de la Sociedad de Obreros de la Aguja de la Unión General de Trabajadores (UGT) y desde 1925 de la Agrupación Femenina Socialista de Madrid. Durante la dictadura de Primo de Rivera y en la Segunda República fue portavoz de la Agrupación Socialista Madrileña. Durante la guerra civil también fue portavoz de la organización Patronato de Protección a la Mujer. Profesionalmente, fue enfermera y funcionaria de prisiones en Madrid, Valencia y Ceheguín.
En las elecciones generales de España de 1933 y como miembro de la Agrupación Femenina Socialista, lideró la iniciativa para promover el voto de las mujeres socialistas en el Teatro María Guerrero de Madrid, donde Josefina Carabias, Ángeles Vázquez y Matilde Huici fueron las oradoras.
En marzo de 1939, Victoriana y su marido, Antonio Mairal, fueron detenidos en el puerto de Alicante. El 7 de abril de 1939 estuvo en la prisión de Alicante, en noviembre fue trasladada a la prisión de Ventas. El Consejo de Guerra celebrado el 23 de enero de 1940 condenó a Victoria a 20 años de prisión. Fue trasladada a la Prisión Central de Saturrarán ese mismo año. Salió de prisión en libertad condicional en 1943 y cumplió la pena de exilio en Bilbao.
Un tiempo después, consiguió el permiso para vivir en Madrid. En 1952 consiguió trabajo planchando en el Hotel Metropol.